# Decathlon AG2R La Mondiale Team
Das Decathlon AG2R La Mondiale Team ist ein französisches Radsportteam mit Sitz in La Motte-Servolex.

## Geschichte und Organisation

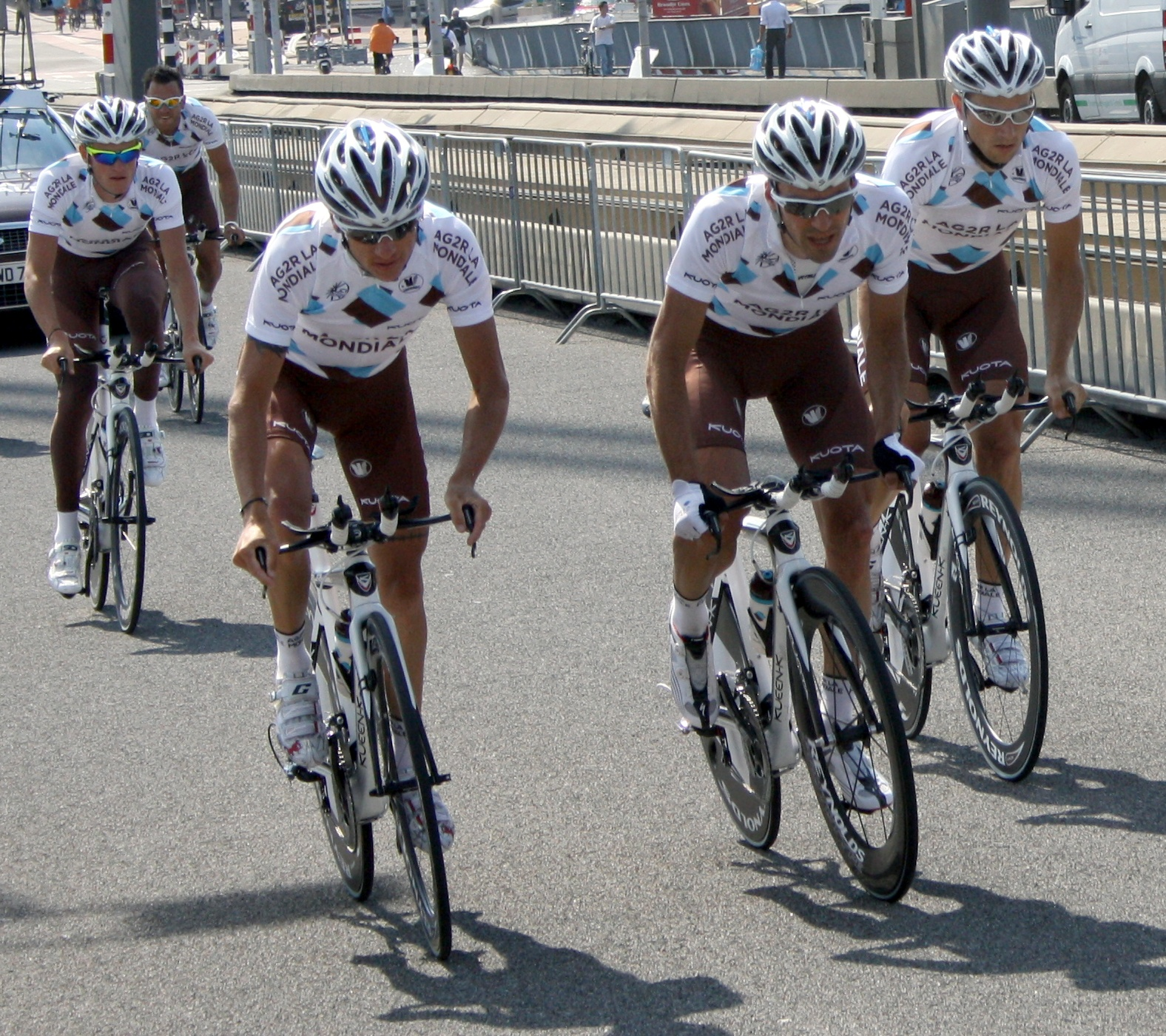
Klassisches braun-weißes AG2R-Trikot im Jahr 2010

Das Team wurde 1992 vom ehemaligen französischen Radrennfahrer Vincent Lavenu mit dem Namen Chazal  gegründet. Im Jahr 1996 folgte der Namenswechsel zu Petit Casino nach dem Sponsor Casino Guichard, bevor man von 1997 bis 1999 als Casino-ag2r Prévoyance an den Start ging. Seit dem Jahr 2000 ist der Versicherer AG2R La Mondiale Hauptsponsor des Teams.
Seit der Saison 2006 ist das Team in der höchsten Kategorie des Straßenradsports als UCI WorldTeam bzw. UCI ProTeam lizenziert.
Einen Tag vor Beginn der Tour de France 2006 wurde Kapitän Francisco Mancebo auf Grund belastender Beweise im Dopingskandal Fuentes von der Tour ausgeladen. Der Sportliche Leiter Laurent Biondi wurde aufgrund des Fundes von Pot belge zunächst verurteilt. Anfang Mai 2007 wurde Laurent Biondi in einem erneuten Verfahren freigesprochen und danach wieder als Teammanager eingestellt.
Das Team ist Mitglied im Mouvement Pour un Cyclisme Crédible (kurz MPCC; dt. Bewegung für einen glaubwürdigen Radsport). Hauptsponsor wurde 2000 der Versicherer AG2R La Mondiale, zweiter Namenssponsor von 2021 bis 2023 der Autohersteller Citroën. Die Vereinsmannschaft Chambéry Cyclisme Formation diente als Farmteam der Profimannschaft.
Zur Saison 2024 hat der französische Sportartikelhersteller und -händler Decathlon Citroën als Titelsponsor ersetzt, Citroën bleibt weiterhin Fahrzeugausstatter des Teams. In Verbindung mit dem neuen Sponsor wechselte das Team auf die Fahrradmarke Van Rysel, eine seit 2018 bestehende Edel-Hausmarke von Decathlon. Decathlon war mit seiner Hausmarke B’Twin bereits von 2000 bis 2007 Fahrradausstatter des Teams. Zusätzlich zum WorldTeam wurden im Nachwuchsbereich das Decathlon AG2R La Mondiale Development Team sowie das Decathlon AG2R La Mondiale U19-Team ins Leben gerufen.
Zu den bisher größten Erfolgen des Teams gehört der dritte Platz von John Gadret beim Giro d’Italia 2011, der zweite Platz von Jean-Christophe Péraud und der Sieg in der Mannschaftswertung bei der Tour de France 2014 sowie der zweite und der dritte Platz von Romain Bardet bei der Tour de France 2016 und 2017.

## Platzierungen in UCI-Ranglisten
UCI World Ranking
| World Ranking | World Ranking | World Ranking           | World Ranking |
| Jahr          | Teamwertung   | Einzelwertung           |               |
| ------------- | ------------- | ----------------------- | ------------- |
| 2016          | —             | Romain Bardet (6. )     |               |
| 2017          | —             | Romain Bardet (34. )    |               |
| 2018          | —             | Romain Bardet (10. )    |               |
| 2019          | 14.           | Oliver Naesen (14. )    |               |
| 2020          | 15.           | Benoît Cosnefroy (30. ) |               |
| 2021          | 8.            | Ben O’Connor (40. )     |               |
| 2022          | 15.           | Benoît Cosnefroy (18. ) |               |
| 2023          | 18.           | Felix Gall (33. )       |               |
| 2024          | 6.            | Ben O’Connor (4. )      |               |
|               |               |                         |               |
| Quelle: UCI   |               |                         |               |

UCI-Weltrangliste bis 2004
| Saison | Mannschaftswertung | Einzelwertung           |
| ------ | ------------------ | ----------------------- |
| 1995   | 29.                | Artūras Kasputis (159.) |
| 1996   | 26.                | Pascal Chanteur (87.)   |
| 1997   | 12.                | Alberto Elli (25.)      |
| 1998   | 2.                 | Alberto Elli (19.)      |
| 1999   | 12.                | Jaan Kirsipuu (11.)     |
| 2000   | 22.                | Jaan Kirsipuu (48.)     |
| 2001   | 2. (GSII)          | Jaan Kirsipuu (14.)     |
| 2002   | 26.                | Jaan Kirsipuu (47.)     |
| 2003   | 15.                | Laurent Brochard (24.)  |
| 2004   | 21.                | Laurent Brochard (41.)  |

UCI Europe Tour
| Saison | Mannschaftswertung | Einzelwertung       |
| ------ | ------------------ | ------------------- |
| 2005   | 2.                 | Tomas Vaitkus (15.) |

UCI Oceania Tour
| Saison | Mannschaftswertung | Einzelwertung      |
| ------ | ------------------ | ------------------ |
| 2005   | 4.                 | Simon Gerrans (9.) |

UCI ProTour
| Saison | Mannschaftswertung | Einzelwertung           |
| ------ | ------------------ | ----------------------- |
| 2006   | 15.                | Christophe Moreau (13.) |
| 2007   | 4.                 | Christophe Moreau (19.) |
| 2008   | 13.                | Cyril Dessel (48.)      |

UCI World Calendar
| Saison | Mannschaftswertung | Einzelwertung        |
| ------ | ------------------ | -------------------- |
| 2009   | 17.                | Tadej Valjavec (65.) |
| 2010   | 18.                | Nicolas Roche (32.)  |

UCI World Tour
| Saison | Mannschaftswertung | Einzelwertung                |
| ------ | ------------------ | ---------------------------- |
| 2011   | 17.                | Jean-Christophe Péraud (28.) |
| 2012   | 17.                | Rinaldo Nocentini (29.)      |
| 2013   | 12.                | Carlos Betancur (14.)        |
| 2014   | 7.                 | Jean-Christophe Péraud (10.) |
| 2015   | 11.                | Domenico Pozzovivo (18.)     |
| 2016   | 13.                | Romain Bardet (8.)           |
| 2017   | 9.                 | Romain Bardet (19.)          |
| 2018   | 11.                | Romain Bardet (14.)          |

## Mannschaft 2025
| Teamkader 2025          | Teamkader 2025     | Teamkader 2025 | Teamkader 2025                                |
| Name                    | Geburtsdatum       | Land           | Vorheriges Team                               |
| ----------------------- | ------------------ | -------------- | --------------------------------------------- |
| Bruno Armirail          | 11. April 1994     | Frankreich     | Groupama-FDJ (2023)                           |
| Sam Bennett             | 16. Oktober 1990   | Irland         | Bora-Hansgrohe (2023)                         |
| Clément Berthet         | 2. August 1997     | Frankreich     | Delko (2021)                                  |
| Léo Bisiaux             | 14. Februar 2005   | Frankreich     | Decathlon AG2R La Mondiale Development (2024) |
| Stefan Bissegger        | 13. September 1998 | Schweiz        | EF Education-EasyPost (2024)                  |
| Geoffrey Bouchard       | 1. April 1992      | Frankreich     | CR4C Roanne (2018)                            |
| Oscar Chamberlain       | 15. Januar 2005    | Australien     | Decathlon AG2R La Mondiale Development (2024) |
| Benoît Cosnefroy        | 17. Oktober 1995   | Frankreich     | Chambéry CF (2017)                            |
| Dries De Bondt          | 4. Juli 1991       | Belgien        | Alpecin-Deceuninck (2023)                     |
| Sander De Pestel        | 11. Oktober 1998   | Belgien        | Team Flanders-Baloise (2023)                  |
| Stan Dewulf             | 20. Dezember 1997  | Belgien        | Lotto-Soudal (2020)                           |
| Felix Gall              | 27. Februar 1998   | Österreich     | Team DSM (2021)                               |
| Pierre Gautherat        | 16. Januar 2003    | Frankreich     | SCO Dijon (2022)                              |
| Dorian Godon            | 25. Mai 1996       | Frankreich     | Cofidis, Solutions Crédits (2018)             |
| Tord Gudmestad          | 8. Mai 2001        | Norwegen       | Uno-X Mobility (2024)                         |
| Noa Isidore             | 17. September 2004 | Frankreich     | Decathlon AG2R La Mondiale Development (2024) |
| Jordan Labrosse         | 15. September 2002 | Frankreich     | AG2R Citroën U23 Team (2023)                  |
| Victor Lafay            | 17. Januar 1996    | Frankreich     | Cofidis (2023)                                |
| Paul Lapeira            | 25. Mai 2000       | Frankreich     | AG2R Citroën U23 Team (2021)                  |
| Oliver Naesen           | 16. September 1990 | Belgien        | IAM Cycling (2016)                            |
| Aurélien Paret-Peintre  | 27. Februar 1996   | Frankreich     | Chambéry CF (2018)                            |
| Rasmus Søjberg Pedersen | 9. Juli 2002       | Dänemark       | Decathlon AG2R La Mondiale Development (2024) |
| Nans Peters             | 12. März 1994      | Frankreich     | Chambéry CF (2016)                            |
| Gianluca Pollefliet     | 28. Januar 2002    | Belgien        | Lotto Dstny Development Team (2023)           |
| Nicolas Prodhomme       | 1. Februar 1997    | Frankreich     | VC Villefranche Beaujolais (2020)             |
| Callum Scotson          | 10. August 1996    | Australien     | Team Jayco AlUla (2024)                       |
| Paul Seixas             | 24. September 2006 | Frankreich     | Decathlon AG2R La Mondiale U19 Team (2024)    |
| Johannes Staune-Mittet  | 18. Januar 2002    | Norwegen       | Team Visma \| Lease a Bike (2024)             |
| Bastien Tronchon        | 29. März 2002      | Frankreich     | AG2R Citroën U23 Team (2022)                  |
| Andrea Vendrame         | 20. Juli 1994      | Italien        | Androni Giocattoli-Sidermec (2019)            |
|                         |                    |                |                                               |
| Quelle: ProCyclingStats |                    |                |                                               |